# Diplazium sanderi
Diplazium sanderi är en majbräkenväxtart som först beskrevs av Carl Frederik Albert Christensen och som fick sitt nu gällande namn av José Fernando Pacheco.
Diplazium sanderi ingår i släktet Diplazium och familjen Athyriaceae. Inga underarter finns listade i Catalogue of Life.